# Ворквертська радіоастрономічна обсерваторія
Ворквертська радіоастрономічна обсерваторія — обсерваторія в Новій Зеландії, розташована біля містечка Воркверт, приблизно за 50 км на північ від Окленда. Обсерваторія управляється Інститутом радіоастрономії та космічних досліджень Оклендського технологічного університету. У 2008 році в ній був побудований 12-метровий радіотелескоп WARK12M, а в 2010 році було видано ліцензію на експлуатацію 30-метрової антени Telecom New Zealand, що призвело до введення в експлуатацію 30-метрового радіотелескопа WARK30M.

## Історія

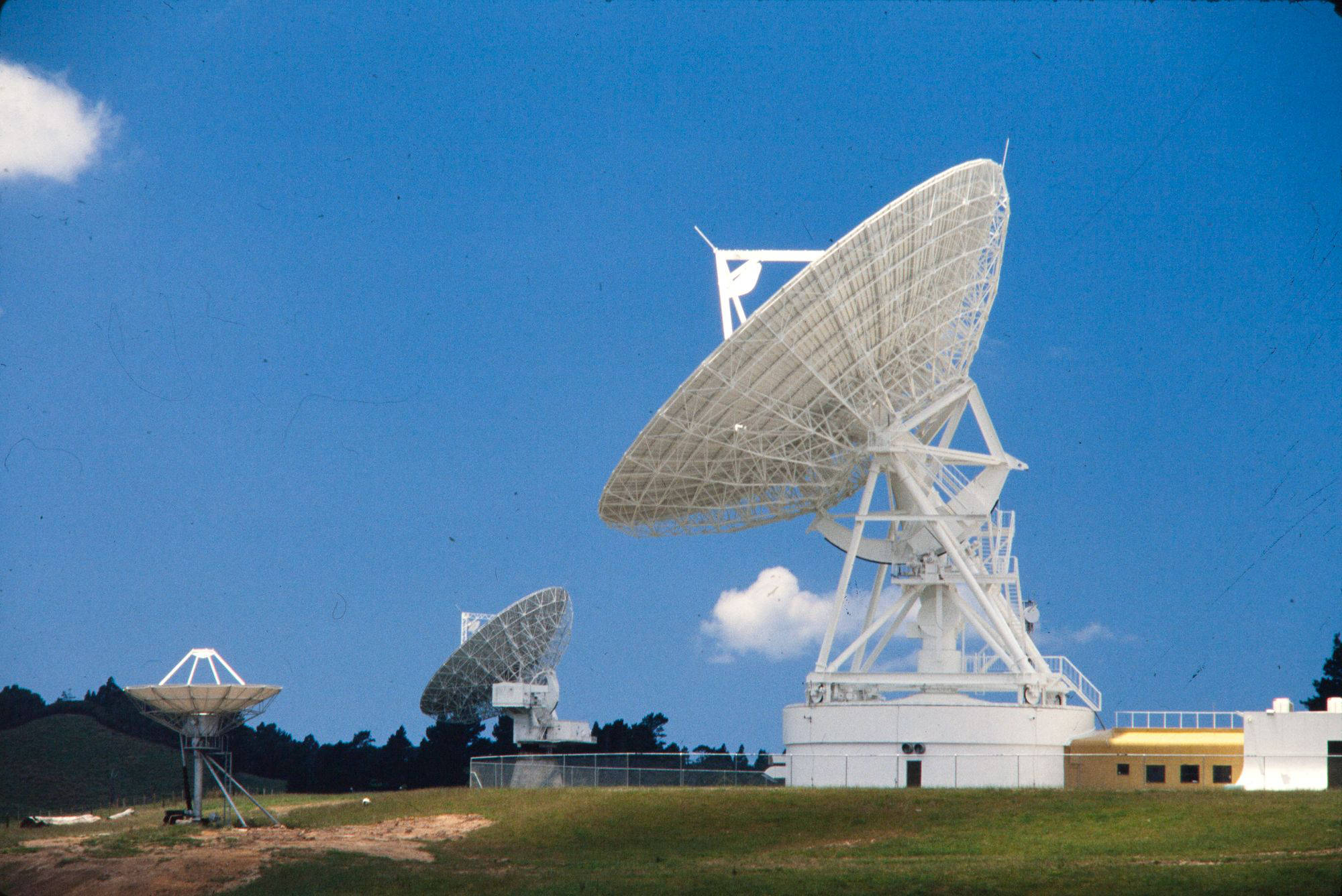
Ворквертська радіоастрономічна обсерваторія наприкінці 1980-х

Комплекс вперше був розроблений для телекомунікацій великої відстані, керувався Поштовим відділенням Нової Зеландії та відкрився 17 липня 1971 року. Станція, в основному підключена до супутників четвертого покоління Intelsat, використовувалася для супутникового телефонного зв'язку й телебачення, включаючи трансляцію Ігор Співдружності 1974 року, що проходили в Крайстчерчі. Для комплексу було вибране місце в неглибокій, оскільки воно було захищене від вітру та радіоперешкод, а висота горизонту лише на п’ять градусів дозволила станції бути корисною для передачі на низькоорбітальні супутники. Оригінальна 30-метрова антена була виведена з експлуатації 18 червня 2008 року та знесена.
Друга антена та будівля станції були відкриті 24 липня 1984 року. Цю антену було вилучено з експлуатації в листопаді 2010 року, після чого Оклендський технологічний університет почав використовувати її для радіоастрономічних досліджень.

## 12-метровий радіотелескоп

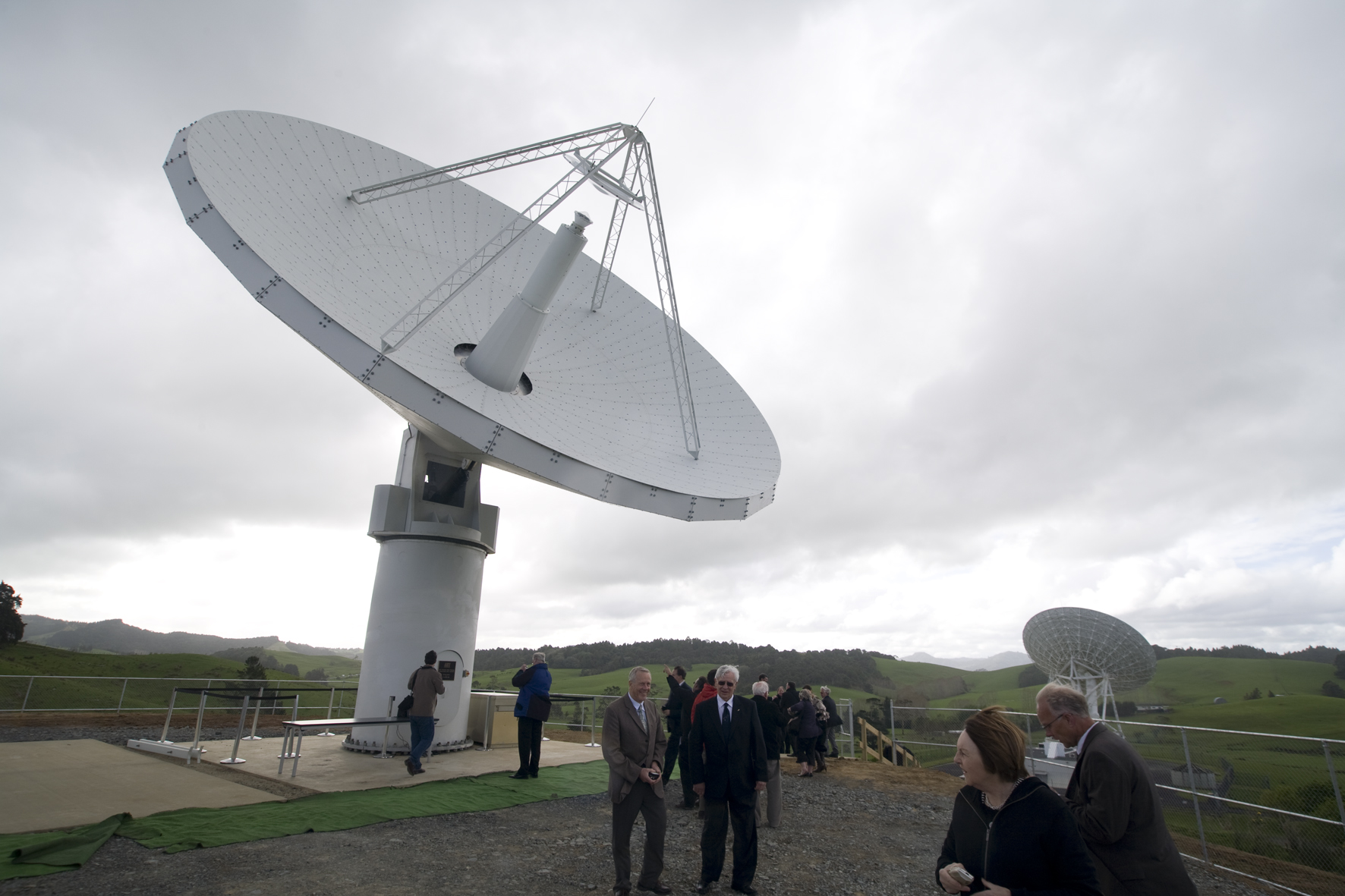
Ворквертський 12-метровий радіотелескоп

Телескоп був побудований у 2008 році. Він був розроблений та виготовлений компанією COBHAM Satcom. У 2010 році телескоп використовувався для радіоінтерферометрії з наддовгою базою.
Його повністю керована антена має діаметр головного відбивача 12,1 м і діаметр вторинного відбивача 1,8 м. Фокусна відстань 4,538 м. Точність поверхні становить 0,35 мм. Антена працює в L-діапазоні, S-діапазоні та X-діапазоні. Вона має альт-азимутальне монтування і швидкість повороту 5 град/с по азимуту та 1,25 град/с по куту та прискорення 1,3 град/с2.

## 30-метровий радіотелескоп
Телескоп являє собою 30-метрову Кассегренівську антену. Він був виготовлений у 1983 році компанією NEC на замовлення пошти Нової Зеландії і спочатку використовувався Teleco m NZ для міжнародних телекомунікацій між Новою Зеландією та островами Тихого океану через геостаціонарний супутник. Потім, до 3 липня 2023 року, телескоп управлявся Інститутом радіоастрономії та космічних досліджень Оклендського технологічного університету. Зараз ним керує SpaceOps NZ за ліцензією Spark.
|                                    |
| Телескоп і пов'язані з ним будівлі |

|                                 |
| Крупний план антени та її колес |

|                                             |
| Крупний план антени та вторинного відбивача |

|                    |
| Табличка виробника |

## Технічна інформація
В обсерваторії встановлено водневий мазер, щоб забезпечити дуже точний час, необхідний для радіоінтерферометрії з наддовгою базою. Обсерваторія має з’єднання з новозеландською високошвидкісною науково-освітньою інтернетмережею REANNZ, яке забезпечу швидкість передачі даних 10 Гбіт/с.